# Skørhatfamilien
|  | Dublet Denne artikel handler om det samme som Skørhat-familien. (Diskutér artiklen) |

Skørhatfamilien (Russulaceae) er en familie af svampe indenfor Skørhatordenen.

## References
1. ↑  De danske svampenavne 2003

| Svampe | Spire Denne artikel om svampe er en spire som bør udbygges. Du er velkommen til at hjælpe Wikipedia ved at udvide den. |